# Gerd Wiegel
Gerd Wiegel (* 1966 in Bielefeld) ist ein deutscher Politologe, Publizist und Autor. 

## Leben
Wiegel studierte an der Philipps-Universität Marburg und promovierte bei Reinhard Kühnl zum Thema Die Zukunft der Vergangenheit. Konservativer Geschichtsdiskurs und kulturelle Hegemonie – Vom Historikerstreit zur Walser-Bubis-Debatte. Von 1997 bis 2003 arbeitete er als wissenschaftlicher Mitarbeiter am dortigen Institut für Politikwissenschaft.
Wiegel arbeitete von 2006 bis 2023 als Referent für Rechtsextremismus und Antifaschismus für die Fraktion Die Linke im Deutschen Bundestag. Im März 2023 übernahm er die Leitung des Referats für Demokratie, Migrations- und Antirassismuspolitik beim DGB-Bundesvorstand.
Als Redakteur der Zeitschrift Z. Zeitschrift Marxistische Erneuerung veröffentlichte er zahlreiche Artikel zur Politischen Rechten in Deutschland und Europa. Er arbeitete auch für MOBIT („Mobile Beratung gegen Rechtsextremismus in Thüringen“).

## Schriften
- Nationalismus und Rassismus: zum Zusammenhang zweier Ausschließungspraktiken, Köln 1995.
- mit Johannes Klotz (Hrsg.): Geistige Brandstiftung? : die Walser-Bubis-Debatte, Köln 1999.
- mit Johannes Klotz (Hrsg.): Geistige Brandstiftung: die neue Sprache der Berliner Republik, Köln 2001.
- mit Dietrich Heither (Hrsg.): Die Stolzdeutschen: von Mordspatrioten, Herrenreitern und ihrer Leitkultur, Köln 2001.
- Die Zukunft der Vergangenheit: konservativer Geschichtsdiskurs und kulturelle Hegemonie – vom Historikerstreit zur Walser-Bubis-Debatte, Köln 2001.
- mit Jan Korte: Sichtbare Zeichen – Die neue deutsche Geschichtspolitik – Von der Tätergeschichte zur Opfererinnerung, Köln 2009.
- mit Guido Speckmann: Faschismus, Köln 2009.
- mit Friedrich Burschel, Uwe Schubert (Hrsg.): „Der Sommer ist vorbei…“. Vom „Aufstand der Anständigen“ zur „Extremismus-Klausel“. Beiträge zu 13 Jahren „Bundesprogramme gegen Rechts“, Münster 2014.
- Ein aufhaltsamer Aufstieg: Alternativen zu AfD & Co., Köln 2017.
- mit Christoph Butterwegge, Gudrun Hentges: Rechtspopulisten im Parlament. Polemik, Agitation und Propaganda der AfD. Frankfurt am Main 2018.
- Brandreden. Die AfD im Bundestag, Köln 2022, ISBN 978-3-89438-779-2.